# Boticas e Granja
Boticas e Granja é uma freguesia portuguesa do município de Boticas, com 22,67 km² de área e 1540 habitantes (censo de 2021). A sua densidade populacional é 67,9 hab./km².

## História
Foi constituída em 2013, no âmbito de uma reforma administrativa nacional, pela agregação das antigas freguesias de Boticas e Granja e tem a sede em Boticas.

## Demografia
A população registada nos censos foi:
| Distribuição da População por Grupos Etários | Distribuição da População por Grupos Etários | Distribuição da População por Grupos Etários | Distribuição da População por Grupos Etários | Distribuição da População por Grupos Etários | Distribuição da População por Grupos Etários |
| -------------------------------------------- | -------------------------------------------- | -------------------------------------------- | -------------------------------------------- | -------------------------------------------- | -------------------------------------------- |
| Antes da agregação                           |                                              |                                              |                                              |                                              |                                              |
| Ano                                          | 0-14 anos                                    | 15-24 anos                                   | 25-64 anos                                   | >= 65 anos                                   | Total                                        |
| 2001                                         | 180                                          | 190                                          | 679                                          | 282                                          | 1331                                         |
| 2011                                         | 165                                          | 151                                          | 809                                          | 385                                          | 1510                                         |
| Após a agregação                             |                                              |                                              |                                              |                                              |                                              |
| Ano                                          | 0-14 anos                                    | 15-24 anos                                   | 25-64 anos                                   | >= 65 anos                                   | Total                                        |
| 2021                                         | 185                                          | 110                                          | 738                                          | 507                                          | 1540                                         |